# Cetona
Cetona est une commune italienne de la province de Sienne dans la région Toscane en Italie.

## Administration
| Période                                  | Période  | Identité        | Étiquette     | Qualité |
| ---------------------------------------- | -------- | --------------- | ------------- | ------- |
| 2004                                     | 2009     | Roberto Caldesi | Centre-gauche |         |
| 2009                                     | En cours | Fabio Di Meo    | Centre-gauche |         |
| Les données manquantes sont à compléter. |          |                 |               |         |

### Communes limitrophes
Chiusi, Città della Pieve, Fabro, San Casciano dei Bagni, Sarteano

## Personnalités

### Personnalités nées à Cetona
- Luca Contile (1505-28 octobre 1574), écrivain et poète.
- Lionello Balestrieri